# The Love of Siam
Rak Hang Siam (tiếng Thái: รักแห่งสยาม, Latinh hóa tiếng Thái hoàng gia: Rak haeng Sayam, tiếng Anh: The Love of Siam, phiên âm tiếng Việt: Rắc- hèng -sà -yảm, tạm dịch: "Mối tình nơi quảng trường Sà-yảm"), là một phim tình cảm xã hội Thái Lan của đạo diễn Chookiat Sakveerakul, được trình chiếu vào năm 2007. Là một phim bi kịch gia đình, bộ phim kể về tình yêu tuổi mới lớn giữa hai chàng trai. Tuy gây ra nhiều tranh cãi trong một số khán giả, bộ phim đã giành được nhiều giải thưởng giá trị trong mùa trao giải phim tại Thái Lan năm 2007, kể cả năm giải "Phim hay nhất".

## Nội dung
Lúc còn nhỏ, Mew và Tong là hai người hàng xóm rất thân nhau tại Bangkok. Mew sống với bà nội trong khi Tong sống với gia đình gồm có cha, mẹ, và người chị tên Tang. Một hôm, Tang bị mất tích trong một chuyến đi đến Chiang Mai với một số người bạn. Gia đình Tong sau đó dọn nhà đi nơi khác.
Sáu năm đã trôi qua, bà nội của Mew đã qua đời và một gia đình cô gái tên Ying đã dọn vào nhà của Tong trước đó. Mew, một chàng trai có năng khiếu âm nhạc, đang dẫn đầu một ban nhạc đang trở thành nổi tiếng tên là August và Tong có một cô bạn gái xinh đẹp tên là Donut. Một hôm, Mew và Tong tình cờ gặp nhau tại Quảng trường Xiêm. Cuộc gặp gỡ này đã khơi dậy tình cảm mà Mew đã dành cho Tong từ lúc còn nhỏ.
Ban nhạc August của Mew có một người quản lý mới tên là June. June có khuôn mặt giống hệt người chị mất tích của Tong. Sau khi gặp mặt June, Tong và mẹ đã nghĩ ra kế để mướn June giả làm Tang để giúp cha Tong sớm khỏi cơn nghiện rượu (do tự trách mình). June mượn cốt truyện của phim Ruk Jung, nói rằng cô đã bị mất trí nhớ để giải thích tại sao cô không trở về trong mấy năm qua và không nhớ rằng gia đình theo Công giáo chứ không phải Phật giáo.
Mew cũng được cô hàng xóm Ying yêu thầm. Cô tìm nhiều cách để được Mew đáp lại mối tình, nhưng Mew đã có tình cảm với Tong. Tong đã tạo cảm hứng cho Mew để sáng tác nhiều bản tình ca. Tong ở lại nhà Mew và tâm sự với Mew suốt đêm, làm mẹ Tong lo lắng. Tại cuộc liên hoan đón mừng sự trở lại của Tang, Mew tiết lộ với Tong rằng mình đã viết những bài hát cho Tong, và hai người chia sẻ một nụ hôn dài tại sau nhà của Tong.
Mẹ của Tong đã chứng kiến sự âu yếm giữa Mew và Tong và đến tận nhà Mew để khuyên Mew đừng liên lạc với Tong nữa vì bà cho rằng mối tình này không lành mạnh. Từ đó, Mew không trả lời điện thoại của Tong nữa, và Tong không biết lý do cho đến khi được mẹ cho biết là bà đã nói chuyện với Mew về mối quan hệ giữa hai người. Một hôm vào gần Giáng sinh, Tong và mẹ nói chuyện trong lúc trang trí cây Giáng sinh. Dùng hình ảnh của hai hình tượng nam nữ được dùng làm trang trí, Tong xin phép mẹ cho mình tự chọn lựa trong vấn đề tình cảm, và bà bằng lòng.
Trong lúc Tong và Donut đang cùng nhau dạo phố, Tong được biết ban nhạc của Mew đang biểu diễn gần đó. Tong nói với Donut rằng mình không thể yêu cô được. Với sự giúp đỡ của Ying, người đã chấp nhận trong trái tim Mew chỉ có Tong, Tong đến nơi để xem Mew hát. Sau cuộc biểu diễn, Tong tặng Mew một món quà - cái mũi còn thiếu của con búp bê bằng gỗ mà Tong đã tặng Mew khi còn nhỏ. Tong nói với Mew rằng "Tớ không thể là bạn trai của cậu, nhưng điều đó không có nghĩa là tớ không yêu cậu".
Phim kết thúc với cảnh Mew lắp chiếc mũi vào con đồ chơi gỗ, nói "cảm ơn cậu" và lặng lẽ khóc.

## Nhân vật

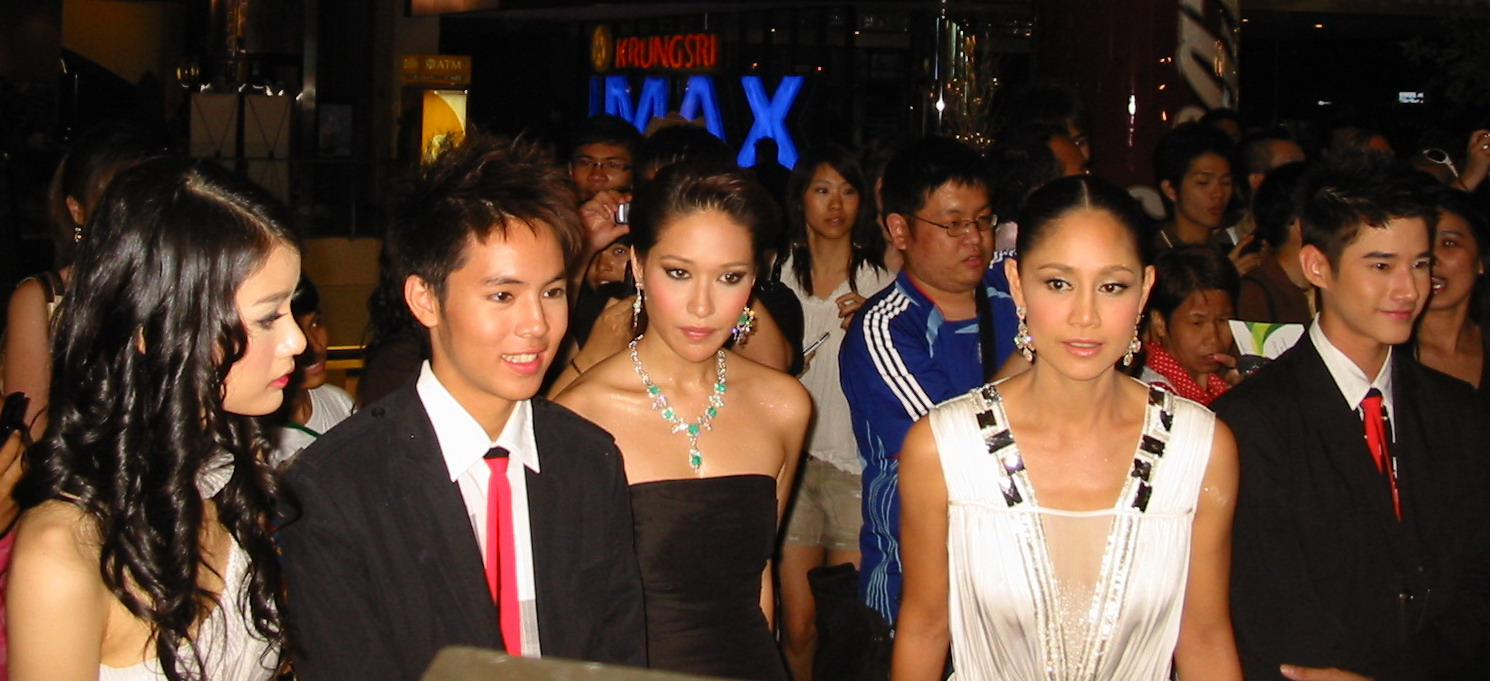
Các diễn viên trong phim, từ trái sang phải:Aticha Pongsilpipat, Witwisit Hiranyawongkul, Chermarn Boonyasak, Sinjai Plengpanich và Mario Maurer

- Mew (Witwisit Hiranyawongkul), một chàng trai có năng khiếu âm nhạc
- Tong (Mario Maurer), bạn thân thời thơ ấu của Mew, là nguồn cảm hứng âm nhạc cho Mew
- Tang (Chermarn Boonyasak) chị của Tong, bị mất tích
- June (Chermarn Boonyasak) người quản lý ban nhạc August, có khuôn mặt giống hệt Tang
- Sunee (Sinjai Plengpanich), mẹ của Tong
- Cha của Tong (Songsit Rungnopakunsri)
- Ying (Kanya Rattanapetch), cô gái hàng xóm yêu thầm Mew
- Donut (Aticha Pongsilpipat), người bạn gái xinh đẹp của Tong
- Jirayu La-ongmanee vai Tong nhỏ
- Artit Niyomkul vai Mew nhỏ
- Pimpan Buranapim vai Bà nội

## Đón nhận

### Tranh cãi về quảng cáo
Được quảng cáo như một phim bình thường về tình cảm trai gái ở tuổi mới lớn, khía cạnh đồng tính của bộ phim đã gây ra nhiều tranh cãi. Các diễn đàn tiếng Thái trên mạng đã nhận được nhiều lời ủng hộ, cũng như cáo buộc của người xem phim là họ đã bị lừa gạt vào xem một "phim đồng tính". Đạo diễn Chookiat Sakveerakul đã thừa nhận là phim được quảng cáo trên áp phích và trong những đoạn phim xem trước như một phim tình cảm trai gái vì họ muốn bộ phim được đi đến khán giả rộng lớn hơn. Trong một cuộc phỏng vấn, ông nói, "Phim này không phải chỉ về các nhân vật đồng tính, chúng tôi đâu có chú trọng vào các vấn đề đồng tính, và chúng tôi đâu có kêu gọi 'hãy công khai mình là đồng tính', cho nên hiển nhiên là chúng tôi không muốn phim bị gắn cái nhãn 'gay'". Tuy nhiên, ông cũng thừa nhận sự phản ứng không đồng đều của khán giả, "Tôi ẩn danh đi vào một rạp để quan sát khán giả. Tôi không ngờ rằng họ có phản ứng mạnh như vậy. Có thể là tôi quá lạc quan khi tin rằng chủ nghĩa bài người đồng tính đã giảm xuống trong xã hội Thái Lan."

### Doanh thu
Rak Hang Siam ra mắt khán giả tại Thái Lan vào ngày 22 tháng 11 năm 2007 trên 146 màn ảnh. Nó là phim ăn khách nhất vào tuần đó, đạt doanh thu $590.154

. Tuần sau đó, phim bị xuống hạng đến vị trí thứ nhì và đến tuần thứ ba nó xuống đến thứ 5

. Đến nay phim đã thu được trên $1.300.000, xếp hạng thứ 30 trong danh sách các phim có doanh thu cao nhất năm 2007 tại Thái Lan.

### Phê bình
Rak Hang Siam nhận được hầu hết là khen thưởng từ các nhà phê bình.
Nhà phê bình phim Kong Rithdee của tờ Bangkok Post cho rằng bộ phim này là "khai phá" vì là bộ phim Thái đầu tiên đã "đề cập vấn đề giới tính của tuổi teen với sự thẳng thắn." Ông đề cao khía cạnh bi kịch gia đình thành thực và thực tế, cũng như tài diễn xuất hay của các diễn viên, đặc biệt là của Sinjai Plengpanich trong vai bà mẹ Sunee.
Một nhà phê bình cho tờ The Nation nói rằng bộ phim đã "được thể hiện rất tốt".
Nhà phê bình Russell Edwards của tờ Variety cho rằng bộ phim hơi dài, và khán giả Tây phương có thể không tin được một số tình huống mà phim dựng lên, nhưng đánh giá cao về chỉ đạo nghệ thuật và các bài hát trong phim.
Một số nhà phê bình khác đã bắt lỗi với bộ phim, trong đó có Gregoire Glachant của nguyệt san BK, người cho rằng Rak Hang Siam không được quay hay lắm. Glachant cho rằng máy quay phim chỉ cho thấy những cảnh và ánh sáng nhàm chán từ nhà đến trường, đến phòng ghi âm, đến Quảng trường Xiêm mà không có mục đính hay phương hướng.

### Giải thưởng

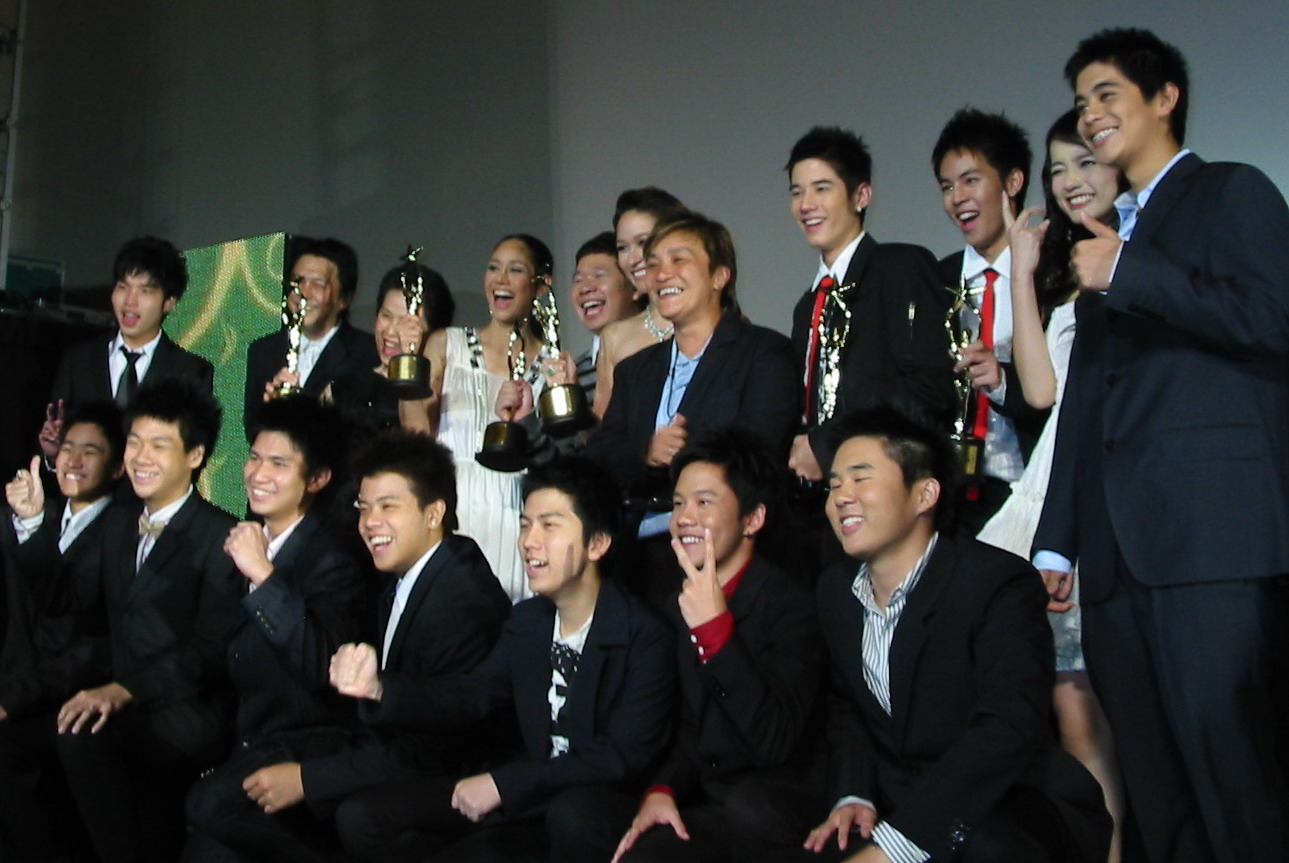
Các diễn viên và nhân viên phim tại Giải Star Entertainment 2007

Rak Hang Siam đã thống trị mùa giải thưởng điện ảnh năm 2007 tại Thái Lan bằng cách thắng giải "Phim hay nhất" tại tất cả các giải thưởng điện ảnh toàn quốc, kể cả Giải Hội Điện ảnh Quốc gia Thái Lan, Giải Starpics của nguyệt san Starpics, Giải của Hội đồng Nhà phê bình Bangkok, Giải Star Entertainment, và giải Kom Chad Luek của tờ báo cùng tên. Các giải phim đã thắng gồm có:
| Giải Starpics - Phim hay nhất - Đạo diễn xuất sắc nhất (Chookiat Sakveerakul) - Diễn viên nam xuất sắc nhất (Mario Maurer) - Diễn viên nữ xuất sắc nhất (Sinjai Plengpanich) - Diễn viên phụ nam xuất sắc nhất (Songsit Rungnopakunsri) - Kịch bản hay nhất (Chookiat Sakveerakul) - Quay phim hay nhất (Chitti Urnorakankij) - Nhạc phim nguyên thủy hay nhất (Kitti Kuremanee) - Phim ăn khách Giải Kom Chad Luek - Phim hay nhất - Diễn viên nữ xuất sắc nhất (Sinjai Plengpanich) Giải Hội điện ảnh Quốc gia Thái Lan - Phim hay nhất - Đạo diễn xuất sắc nhất (Chookiat Sakveerakul) - Nữ diễn viên phụ xuất sắc nhất (Chermarn Boonyasak) | Giải Hội đồng Nhà phê bình Bangkok - Phim hay nhất - Đạo diễn xuất sắc nhất (Chookiat Sakveerakul) - Diễn viên nữ xuất sắc nhất (Sinjai Plengpanich) - Nữ diễn viên phụ xuất sắc nhất (Chermarn Boonyasak) - Kịch bản hay nhất (Chookiat Sakveerakul) - Nhạc phim nguyên thủy hay nhất (Kitti Kuremanee) Giải Star Entertainment - Phim hay nhất - Đạo diễn xuất sắc nhất (Chookiat Sakveerakul) - Diễn viên nữ xuất sắc nhất (Sinjai Plengpanich) - Nữ diễn viên phụ xuất sắc nhất (Chermarn Boonyasak) - Kịch bản hay nhất (Chookiat Sakveerakul) - Bài hát nguyên thủy hay nhất Liên hoan phim châu Á Osaka 2009 - Giải khán giả |

Bộ phim còn được đề cử cho giải Diễn viên phụ nam xuất sắc nhất (Mario Maurer) và Nhà soạn nhạc xuất sắc nhất (Kitti Kuremanee) trong Giải Điện ảnh Á châu tại Liên hoan phim quốc tế Hồng Kông, nhưng không thắng.

## Sản xuất
Bộ phim được quay lần dầu vào ngày 26 tháng 12 năm 2006, dùng đèn điện và phong cảnh trang trí Giáng sinh tại Quảng trường Xiêm và khu vựng xung quanh.
Rak Hang Siam khác với nhiều phim Thái khác ở nhiều khía cạnh. Bộ phim có thời lượng là 150 phút, dài hơn hầu hết các phim khác, và nó là một bộ phim bi kịch, rất hiếm có trong điện ảnh Thái Lan, vốn thường chỉ sản xuất phim kinh dị, hài kịch, hành động, và phim tình cảm trai gái.
Đạo diễn Chookiat Sakveerakul nói rằng ông cảm thấy thời lượng dài của bộ phim cho đủ thời gian để phát triển đầy đủ các nhân vật và câu chuyện. Trong việc này, ông nhận được sự ủng hộ của nhà sản xuất Prachya Pinkaew và hãng sản xuất Sahamongkol Film International.
Trong một cuộc phỏng vấn trước khi phim được trình chiếu, Chookiat nói, "họ thích phiên bản đầu, có thời lượng dài hơn, cho nên tôi không cần phải thuyết phục họ. Tôi cảm thấy mỗi phút trong phim đều quan trọng, và tôi vui mừng là khán giả xem được toàn bộ nó."
Một "phiên bản đạo diễn" được phát hành vào tháng 1 năm 2008 có thời lượng gần 3 giờ, được trình chiếu độc quyền tại rạp House RCA. Vé được bán sạch cho hai suất chiếu/ngày cho đến cuối tháng 2.
Bộ phim này cũng khác với các phim khác của Chookiat, trước kia đã đạo diễn phim kinh dị Pisaj và 13 Game Sayong (13 Beloved).
Hai nhân vật chính trong phim thì nam tính không giống như những phim về đồng tính khác của Thái, các nhân vật được diễn tả là ẻo lả quá đáng một cách lộ liễu hay là người chuyển đổi giới tính (kathoey).
Hai diễn viên đóng vai Mew và Tong gặp một số vấn đề trong cảnh hôn nhau. Witwisit Hiranyawongkul, người đóng vài Mew, đồng ý vai này vì nó là một vai khó và anh muốn làm việc với đạo diễn, một sinh viên cùng trường tại Đại học Montfort ở Chiang Mai. Mario Maurer, diễn viên đóng
vai Tong, là một người gốc Hoa và Đức, lo lắng về cảnh hôn. Anh nói trong một cuộc phỏng vấn, "Tôi chưa bao giờ hôn người đàn ông nào và việc hôn hít không phải là việc mà mình làm hằng ngày. Cha tôi nói đó chỉ là công việc và không nên nghĩ ngợi nhiều về điều đó."

## Phiên bản Việt hóa
Bộ phim này còn được chuyển thể đến bộ phim điện ảnh "Yêu" của đạo diễn Việt Max với sự tham gia của Chi Pu, Gil Lê, Bê Trần, Phở Đặc Biệt, NSUT Chiều Xuân, Huỳnh Đông... Khác với phiên bản Thái tập trung về đồng tính nam, phim khai thác về mối tình đồng tính nữ. Ca khúc YÊU của Min st319 là ca khúc chủ đề chính trong phim. Phim ra mắt các rạp trên toàn quốc từ ngày 20/11/2015.

### Tiếng Thái
- Website chính thức
- Trailer phim

### Tiếng Anh
- Rak haeng Siam trên Internet Movie Database
- Đánh giá phim tại Thai Cinema Lưu trữ ngày 6 tháng 6 năm 2008 tại Wayback Machine

### Tiếng Việt
- Đồng tính trong phim Thái
- Đánh giá phim trên báo Thể thao[liên kết hỏng]

### Tiếng Hoa
- Fansite tiếng Hoa Lưu trữ ngày 21 tháng 2 năm 2009 tại Wayback Machine
- The love of Siam trên Baidu - Teiba